# Stefan Strerath
Stefan Strerath (* 15. Januar 1967 in Sulzbach) ist ein ehemaliger deutscher Fußballspieler.

## Karriere als Spieler
Strerath stammt aus der Jugend des TSV Sulzbach und wechselte später zum FV Mosbach. Von 1987 bis 1989 spielte er beim SV Sandhausen. In der Fußball-Bundesliga absolvierte Stefan Stretrath zwischen 1989 und 1991 19 Spiele für Borussia Dortmund und erzielte dabei ein Tor am 10. Spieltag der Saison 1990/91 im Spiel gegen Eintracht Frankfurt, die trotzdem 3:1 gewann. Außerdem hatte er noch zwei Einsätze im UEFA-Pokal. Weitere Stationen im Profifußball waren in der 2. Bundesliga Waldhof Mannheim in der Saison 1991/92 für den er 15 Einsätze bestritt und zwei Tore schoss und in der Saison 1992/93 Fortuna Düsseldorf, für die er 45 Spiele absolvierte und sechs Tore erzielte.
1993 wechselte er zum SV Sandhausen in die Oberliga Baden-Württemberg (damals die dritthöchste deutsche Fußballklasse) und 1996 zur SG Heidelberg-Kirchheim, wo er bis 2000 spielte. Danach spielte er noch bis 2002 für den VfR Heilbronn.

## Karriere als Trainer
Seit 2009 ist er als Co-Trainer, sportlicher Leiter bzw. Trainer für die SpVgg Neckarelz tätig. Des Weiteren betreibt er mit German Scholl und Peter Hogen die Fußballschule Odenwald, zudem ist er Gesellschafter eines Fitnessstudios in Mosbach.

## Erfolge
- Meister der Fußball-Oberliga Baden-Württemberg 1994/95 mit dem SV Sandhausen
- Badischer Pokalsieger 1994/95 mit dem SV Sandhausen
- Meister der Verbandsliga Baden 1997/98 mit der SGK Heidelberg